# 西堡子遗址
西堡子遗址，位于中国甘肃省漳县，为一个省级文物保护单位，类型为古遗址。
西堡子遗址的历史年代为新石器时代至汉。